# Baszta Karczmarzy II w Krakowie
Baszta Karczmarzy II (nazywana także Strażnicą II lub Jastrząb) – baszta wchodząca w skład murów obronnych Krakowa, która znajdowała się pomiędzy pierwszą basztą karczmarzy, a drugą basztą prochową, na tyłach kościoła św. Ducha, obecnie na tyłach Teatru im. Juliusza Słowackiego.
Była półokrągłą budowlą na kwadratowej kamiennej podstawie zwieńczoną krenelażem. Opiekował się nią cech piwowarów, słodowników i czeladzi karczmarskiej. Na akwareli Jerzego Głogowskiego z 1809 na pierwszym planie znajduje się pierwsza baszta karczmarzy, w głębi jednak widać kolejną basztę i jest to jedyny zachowany ślad po drugiej baszcie karczmarskiej. Została wyburzona w 1 poł. XIX wieku.